# Osred II z Nortumbrii
Osred II z Nortumbrii, Osræd, Osredus (zm. 792) - władca anglosaskiego królestwa Nortumbrii w latach 789-790.
Osred był synem Alhreda i Osgifu. Kiedy w 788 roku król Elfwald został zamordowany przez ealdormana Sicgę, jego synowie Elf i Elfwine byli jeszcze zbyt młodzi, by powierzyć im władzę. Arystokracja wierna dynastii Eatingów wybrała więc na sukcesora innego athelinga, właśnie Osreda. Wybór ten był również po myśli konkurujących o władzę Leodwaldingów. Mimo tak potężnego poparcia, Osred rządził jedynie przez rok. W 790 roku został obalony przez stronników wygnanego wcześniej Etelreda. Postrzyżony siłą i upokorzony, został wygnany z kraju. Schronienie znalazł na wyspie Man.
W 792 pozycja Etelreda osłabła na tyle, że Osred zdecydował się wrócić do Nortumbrii i spróbował odzyskać władzę. Kronika anglosaska odnotowała, iż była to próba nieudana: Osred został aresztowany i zabity 14 września, być może na rozkaz Etelreda. Jego ciało pochowano w Tynemouth. 